# Diana Agunbiade-Kolawole
Diana Agunbiade-Kolawole, född 1988 i Nigeria, är en brittisk-nigeriansk fotograf och konstnär med bas i London och Stockholm. Hon arbetar med installationer, performance och grafik och undersöker ofta rent materiella processer och nya sätt att använda etablerade tekniker.
Kolawole har studerat vid Kingston University i London, Konstakademien i Stockholm och Ecole National Superiere des Beaux-Arts i Paris. Hon har visat sina verk bland annat på Tate Britain i London, Centre Pompidou i Paris, Färgfabriken, Bonniers konsthall och Thielska galleriet i Stockholm. År 2019 ställde hon ut på Hanaholmen i Helsingfors, och 2021 deltog hon i grupputställningen "Remixing the Future" på Etnografiska museet i Stockholm, där hon tillsammans med två andra konstnärer gav nya perspektiv på museets afrikanska samlingar.
Utöver sin egen konstnärliga praktik undervisar Kolawole i fotografi på Konstakademien i Stockholm.